# Бардже
Бардже (итал. Barge) — коммуна в Италии, располагается в регионе Пьемонт, в провинции Кунео.
Население составляет 7757 человек (2008 г.), плотность населения составляет чел./км². Занимает площадь 82 км². Почтовый индекс — 12032. Телефонный код — 0175.
Покровителем коммуны считается святой Иоанн Креститель, празднование 24 июня.

## Демография
Динамика населения:

## Города-побратимы
- Анноне, Франция
- Фрейре, Аргентина

## Администрация коммуны
- Официальный сайт: http://comune.barge.cn.it